# Chan Chin-wei
Chan Chin-wei (chiń. 詹謹瑋; pinyin Zhān Jǐnwěi; ur. 8 stycznia 1985 w Kaohsiung na Tajwanie) – tajwańska tenisistka.

## Kariera tenisowa
Zadebiutowała w 2001 roku na turniejach cyklu ITF i od razu w pierwszym roku startów wygrała turniej deblowy (w parze z rodaczką Hsieh Su-wei). W następnym roku wygrała kolejne trzy turnieje deblowe a w 2003 do sukcesów deblowych dołączyła pierwszy wygrany turniej w grze singlowej. W sumie wygrała sześć turniejów singlowych i czterdzieści sześć deblowych rangi ITF.
W latach 2002–2005 próbowała kilkakrotnie startów w kwalifikacjach do turniejów WTA, ale dopiero w 2006 roku udało jej się dwukrotnie zagrać w turniejach głównych. W obu przypadkach swój udział zakończyła na pierwszej rundzie, przegrywając w Cincinnati z Marion Bartoli a w Taszkencie z Taccianą Puczak. W następnych latach wystąpiła jeszcze kilkakrotnie w turniejach WTA, ale nigdy nie udało jej się przejść pierwszej rundy turnieju głównego.
Ze względu na obecność w drugiej setce światowego rankingu próbowała również swych sił w kwalifikacjach do turniejów wielkoszlemowych jednak nigdy jej się nie udało zagrać w turnieju głównym. Największym jej sukcesem było dotarcie do trzeciej rundy kwalifikacji w Australian Open w 2007 roku, gdzie pokonała w pierwszej rundzie Japonkę, Ryoko Fudę i w drugiej Portorykankę, Kristinę Brandi.
Wiele razy reprezentowała swój kraj w rozgrywkach Pucharu Federacji.

## Finały turniejów WTA
| Legenda                     | Legenda |
| --------------------------- | ------- |
| Wielki Szlem                |         |
| Igrzyska olimpijskie        |         |
| WTA Tour Championships      |         |
| 1988 – 2008                 |         |
| Kategoria I                 |         |
| Kategoria II                |         |
| Kategoria III               |         |
| Kategoria IV                |         |
| Kategoria V                 |         |
| 2009 – 2020                 |         |
| WTA Premier Mandatory       |         |
| WTA Premier 5               |         |
| WTA Premier                 |         |
| WTA International Series    |         |
| WTA 125K series (2012–2020) |         |

### Gra podwójna 3 (1–2)
| Końcowy wynik | Nr | Data             | Turniej   | Nawierzchnia | Partnerka        | Przeciwniczki                                  | Wynik finału   |
| ------------- | -- | ---------------- | --------- | ------------ | ---------------- | ---------------------------------------------- | -------------- |
| Finalistka    | 1. | 5 sierpnia 2007  | Sztokholm | Twarda       | Tetiana Łużanśka | Anabel Medina Garrigues Virginia Ruano Pascual | 1:6, 7:5, 6–10 |
| Finalistka    | 2. | 24 września 2011 | Kanton    | Twarda       | Han Xinyun       | Zheng Saisai Hsieh Su-wei                      | 2:6, 1:6       |
| Zwyciężczyni  | 1. | 22 września 2013 | Seul      | Twarda       | Xu Yifan         | Raquel Kops-Jones Abigail Spears               | 7:5, 6:3       |

## Finały turniejów WTA 125K series

### Gra podwójna 4 (1–3)
| Końcowy wynik | Nr | Data             | Turniej  | Nawierzchnia | Partnerka        | Przeciwniczki                   | Wynik finału   |
| ------------- | -- | ---------------- | -------- | ------------ | ---------------- | ------------------------------- | -------------- |
| Finalistka    | 1. | 27 lipca 2014    | Nanchang | Twarda       | Xu Yifan         | Chuang Chia-jung Junri Namigata | 6:7(4), 3:6    |
| Zwyciężczyni  | 1. | 6 września 2014  | Suzhou   | Twarda       | Chuang Chia-jung | Misa Eguchi Eri Hozumi          | 6:1, 3:6, 10–7 |
| Finalistka    | 2. | 2 sierpnia 2015  | Nanchang | Twarda       | Wang Yafan       | Chang Kai-chen Zheng Saisai     | 3:6, 6:4, 3–10 |
| Finalistka    | 3. | 13 września 2015 | Dalian   | Twarda       | Darija Jurak     | Zhang Kailin Zheng Saisai       | 3:6, 4:6       |

## Wygrane turnieje rangi ITF
| turnieje z pulą nagród 100 000 $ |
| turnieje z pulą nagród 75 000 $  |
| turnieje z pulą nagród 50 000 $  |
| turnieje z pulą nagród 25 000 $  |
| turnieje z pulą nagród 15 000 $  |
| turnieje z pulą nagród 10 000 $  |

### Gra pojedyncza
|    | Data       | Turniej  | Kat. | ($)    | Naw.   | Finalistka          | Wynik         |
| 1. | 22/11/2003 | Tainan   | ITF  | 10 000 | ziemna | Hsu Wen-hsin        | 5:7, 6:4, 6:4 |
| 2. | 10/04/2005 | Mumbaj   | ITF  | 10 000 | twarda | Montinee Tangphong  | 6:2, 6:3      |
| 3. | 17/04/2005 | Mumbaj   | ITF  | 10 000 | twarda | Rushmi Chakravarthi | 6:4, 6:2      |
| 4. | 18/06/2006 | Inczon   | ITF  | 25 000 | twarda | Hwang I-hsuan       | 6:1, 6:4      |
| 5. | 01/07/2012 | Inczon   | ITF  | 25 000 | twarda | Zhang Ling          | 3:6, 6:2, 6:1 |
| 6. | 30/03/2014 | Shenzhen | ITF  | 10 000 | twarda | Liu Fangzhou        | 2:6, 6:3, 6:3 |